# Kalifornien-Rundfahrt 2006
Die 1. Kalifornien-Rundfahrt fand vom 19. bis 26. Februar 2006 statt. Das Radrennen wurde in einem Prolog und sieben Etappen über eine Distanz von 960 Kilometern ausgetragen.
Die Rundfahrt wurde von der amerikanischen Firma Amgen gesponsert, welche 1985 erstmals künstliches EPO entwickelte.

## Etappen
| Etappe    | Tag         | Start – Ziel                    | km  | Etappensieger   | Führender       |
| --------- | ----------- | ------------------------------- | --- | --------------- | --------------- |
| Prolog    | 19. Februar | San Francisco (EZF)             | 3   | Levi Leipheimer | Levi Leipheimer |
| 1. Etappe | 20. Februar | Sausalito – Santa Rosa          | 129 | Juan José Haedo | Levi Leipheimer |
| 2. Etappe | 21. Februar | Martinez – San José             | 153 | George Hincapie | George Hincapie |
| 3. Etappe | 22. Februar | San José (EZF)                  | 27  | Floyd Landis    | Floyd Landis    |
| 4. Etappe | 23. Februar | Monterey – San Luis Obispo      | 211 | Juan José Haedo | Floyd Landis    |
| 5. Etappe | 24. Februar | San Luis Obispo – Santa Barbara | 170 | George Hincapie | Floyd Landis    |
| 6. Etappe | 25. Februar | Santa Barbara – Thousand Oaks   | 144 | Olaf Pollack    | Floyd Landis    |
| 7. Etappe | 26. Februar | Thousand Oaks – Redondo Beach   | 123 | Olaf Pollack    | Floyd Landis    |

## Teams
| - Discovery Channel Pro Cycling Team - T-Mobile Team - Phonak Hearing Systems - Team Gerolsteiner - Saunier Duval-Prodir - Navigators Insurance - Davitamon-Lotto - Jelly Belly | - TIAA-CREF - Colavita-Sutter Home - Team CSC - Kodakgallery.com-Sierra Nevada - Mexiko - Crédit Agricole - Toyota-United Pro |